# China Daily
Il China Daily (中国日报; Zhōngguó RìbàoP) è un quotidiano in lingua inglese pubblicato in Cina, fondato nel 1981.
La sede è a Pechino, anche se dispone di uffici di corrispondenza nelle principali città cinesi e in varie capitali straniere. 
Il giornale è pubblicato anche in Europa e negli Stati Uniti tramite satellite.